# Bloodline
Bloodline — американський блюз-рок гурт з Нью-Йорка. Створений в 1991 році.
Початковий склад гурту:
- вокаліст Аарон Хагар (Aaron Hagar);
- головний гітарист «Smokin' Joe» Bonamassa;
- ритм-гітарист Вейлон Крігер (Waylon Krieger);
- басист Беррі Оклі молодший (Berry Oakley Jr.);
- барабанщик Ерін Девіс (Erin Davis);
- клавішник Лу Сегреті (Lou Segreti).

Після того, як Аарона Хагара було звільнено через творчі розбіжності, Беррі Оклі молодший зайняв місце головного вокаліста, і група почала записувати демо для запланованого студійного альбому з продюсером Філом Рамоном (Phil Ramone). Пізніше Bloodline підписали контракт з EMI Records і випустили свій однойменний дебютний альбом у 1994 році, продюсером альбому був Джо Харді (Joe Hardy). Гурт розпався незабаром після циклу гастролей на підтримку альбому.
Спочатку гурт Bloodline був створений як бек-гурт для Джо Бонамасси, за допомогою менеджера Джо Бонамасси, Роя Вайсмана (Roy Weisman). Назва гурту була обрана на основі того факту, що четверо членів-засновників групи були синами відомих музикантів:
- Аарон Хагар — син фронтмена гурту Van Halen, Семмі Хагара (Sammy Hagar);
- Вейлон Крігер — син колишнього гітариста гурту The Doors, Роббі Крігера (Robby Krieger);
- Беррі Оклі молодший — син оригінального басиста гурту Allman Brothers Band, Беррі Оклі (Berry Oakley);
- Ерін Девіс — син джазового трубача Майлза Девіса (Miles Davis).

Після розпаду гурту, учасники Bloodline приєдналися до ряду інших рок-гуртів, а Джо Бонамасса розпочав сольну кар'єру в 2000 році з випуску свого дебютного альбому A New Day Yesterday.

## Історія
Після того, як молодому гітаристу, Джо Бонамасса, як сольному виконавцю, відмовили кілька звукозаписних лейблів, ідея створити гурт навколо Джо Бонамасси була запропонована його менеджером Роєм Вайсманом у 1991 році. Того року Джо Бонамасса виступав на триб'ют-концерті Fender, засновника компанії Fender Лео Фендера (Leo Fender). На концерті також виступав гурт Robby Krieger Band (до складу якого входили Роббі Крігер, Вейлон Крігер, Berry Oakley Jr., Dale Alexander, Ray Mehlbaum. Бонамасса звернувся до Беррі Оклі молодшого з ідеєю створити гурт, а також долучити Вейлона Крігера та Еріна Девіса. Після залучення вокаліста Аарона Хагара і клавішника Лу Сегреті (колишнього товариша з гурту Бонамасси), гурт був остаточно сформований і назва Bloodline була обрана на основі того факту, що четверо учасників гурту були синами відомих музикантів.
Гурт Bloodline почав робити свої перші демо-записи з продюсером Філом Рамоном (який спочатку працював у Форт-Лодердейлі, а потім у Мангеттені). Пізніше того ж року Хагара було звільнено з гурту, головним чином через різні погляди щодо музичного напряму гурту — Сегреті заявив, що «він схиляється до комерційних балад, тоді як решта Bloodline хотіла зупинитися на блюзі». Пізніше гурт записав свій однойменний дебютний альбом з продюсером та інженером Джо Харді в Ardent Studios у Мемфісі, альбом був випущений EMI та Capitol Records 23 серпня 1994 року. Головний сингл альбому «Stone Cold Hearted», випущений 8 серпня, зайняв 32 місце в чарті US Billboard Mainstream Rock Songs. Альбом отримав позитивні відгуки від багатьох видань, включаючи журнал Cash Box і The Washington Post, обидва зосередили свою похвалу на грі Бонамасси на гітарі.
Bloodline багато гастролювали для просування свого однойменного альбому, включаючи низку концертів з травня по липень 1995 року на підтримку гуртів Tesla та Lynyrd Skynyrd. Рекорд-лейбл EMI також розпочав те, що Керрі Борзілло (Carrie Borzillo) з журналу Billboard описала як «одну з найагресивніших маркетингових кампаній» на підтримку альбому, включаючи:
- упаковку семплерних касет із концертним альбомом An Evening with the Allman Brothers Band: 2nd Set, гурту The Allman Brothers Band;
- роздачу безкоштовних копій третього синглу гурту «Calling Me Back»;
- проведення конкурсу «вигравайте гітару Fender» перед кожним виступом під час турне.[10]

Після циклу гастролей Bloodline оголосили менеджеру Рою Вайсману, що вони хочуть продовжити без Бонамасси, змінивши свій стиль з блюз-року на альтернативний рок. Вайсман вирішив відмовитися від співпраці з гуртом. Незабаром гурт розпався. Вайсман продовжив співпрацю з гітаристом Джо Банамассою та допомагав йому з сольною кар'єрою. Після розпаду гурту Ерін Девіс працював менеджером маєтку свого батька трубача Майлза Девіса (Miles Davis), та був виконавчим продюсером кількох посмертних альбомів Майлза Девіса; Беррі Оклі молодший приєднався до гурту Gift Horse з Лос-Анджелеса, Вейлон Крігер продовжував виступати в групі свого батька, а також став актором.

## Учасники гурту
Основний склад
- Беррі Оклі мл. — бас, ведучий вокаліст;
- «Smokin' Joe» Бонамасса — соло-гітара;
- Waylon Krieger — ритм-гітара, бек-вокал;
- Ерін Девіс — барабани, перкусія;
- Лу Сегреті — клавішні, бек-вокал.

Колишні члени
- Аарон Хагар — ведучий вокаліст (1991–92).

## Дискографія
Студійні альбоми
- Bloodline (1994).

Сингли
- «Stone Cold Hearted» (1994);
- «Dixie Peach» (1994);
- «Calling Me Back» (1995).